# محمدعلی ناصری
محمدعلی ناصری دولت‌آبادی (زادهٔ ۴ آذر ۱۳۰۹ دولت‌آباد – درگذشتهٔ ۴ شهریور ۱۴۰۱ اصفهان)؛ مجتهد و عارف شیعه و از علمای حوزه علمیه اصفهان بود.

## زندگی و فعالیت ها
ناصری در۴ آذر ۱۳۰۹ در دولت آباد برخوار و در خانواده ای مذهبی و روحانی متولدشد. پدر وی محمدباقر ناصری از علمای اصفهان و شاگرد آخوند کاشی و جهانگیرخان قشقائی و رحیم ارباب بود. ناصری پس از گذراندن تحصیلات مقدماتی حوزوی در زادگاه خود و اصفهان، در ۱۴ سالگی برای ادامه تحصیلات به نجف مهاجرت کرد و در آنجا علوم عالی حوزوی را پیش سید عبدالهادی شیرازی، سید روح‌الله خمینی، سید محمود شاهرودی، سید ابوالقاسم خویی و میرزا هاشم آملی فراگرفت. ناصریدر سال ۱۳۵۵ جهت تعلیم و تبلیغ دینی از نجف به اصفهان برگشت و در مسجد کمرزرین با اقامه نماز پرداخت. نماز جماعت و سخنرانی‌های عمومی وی در مسجد کَمَرزرّین و جلسات درس اخلاقی وی در مدارس علمیه شهر اصفهان برگزار می‌شد و در حوزه علمیه اصفهان نیز به تدریس علوم حوزوی مشغول بود و بعضی مدارس علوم دینی اصفهان را نیز اداره می‌کرد.

## استادان
وی در عرفان عملی از محمد کوفی، سید محمد کشمیری، سید هاشم حداد، سید جمال‌الدین گلپایگانی و عباس قوچانی (وصی عرفانی سید علی قاضی) بهره گرفت و علاوه بر آن در همین زمینه با عبدالزهرا گرعاوی،سید محمدحسین طباطبایی، محمداسماعیل دولابی، مولوی قندهاری و محمدتقی بهجت نیز مراوده داشت.

## اسلام آوردن شان استون
در ۲۵ بهمن ۱۳۹۰ شان استون بازیگر و فیلمساز آمریکایی که به ایران سفر کرده بود در خانه وی اسلام آورد.

## درگذشت
وی پس از یک دوره بیماری در ۴ شهریور ۱۴۰۱ در سن ۹۲ سالگی درگذشت. در پی درگذشت او در اصفهان، سه روز عزای عمومی اعلام شد. و از طرف مقامات بلندپایه کشوری و بعضی مراجع، علما و شخصیتها پیامهای تسلیت صادر شد. پیکر او در گلستان شهدای اصفهان دفن گردید.

## آثار
سخنرانی‌های وی در چهار مجموعه شامل: آب حیات، سخن دوست و در امتداد نور (هر سه با موضوع مهدویت) و رسم بندگی در شرح خطبه متقین نهج‌البلاغه به چاپ رسیده است.